# 尚布勒
尚布勒（法語：Chambles，法語發音：[ʃɑ̃bl]）是法国卢瓦尔省的一个市镇，位于该省南部，卢瓦尔河左岸，属于蒙布里松区。

## 地理
尚布勒（45°26'31"N, 4°14'18"E）面积18.9 平方千米，位于法国奥弗涅-罗讷-阿尔卑斯大区卢瓦尔省，该省份为法国中南部省份，北起顺时针与索恩-卢瓦尔省、罗讷省、伊泽尔省、阿尔代什省、上盧瓦爾省、多姆山省和阿列省接壤。
与尚布勒接壤的市镇（或旧市镇、城区）包括：萨卢瓦尔、佩里尼厄、圣艾蒂安、福雷地区圣马塞兰、圣莫里斯昂古尔瓜、圣瑞斯特-圣朗贝尔。
尚布勒的时区为UTC+01:00、UTC+02:00（夏令时）。

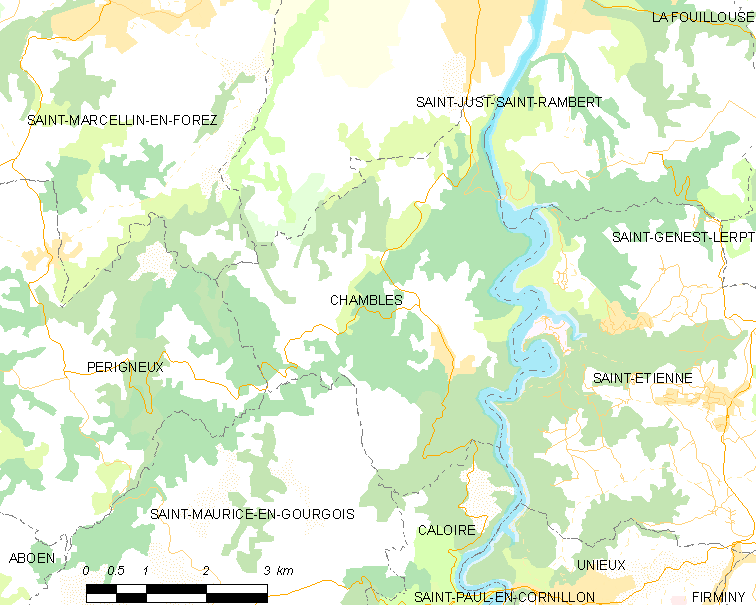
尚布勒的OSM定位图

## 行政
尚布勒的邮政编码为42170，INSEE市镇编码为42042。

## 政治
尚布勒所属的省级选区为圣瑞斯特-圣朗贝尔县。

## 交通
卢瓦尔省省道D32线和D108线在境内交汇。

## 人口

1962-2008年间尚布勒人口变化图示

尚布勒于2022年1月1日时的人口数量为1071人。